# Amerikansk celaster
Amerikansk Celaster (Celastrus scandens) er en slyngende busk med lange årsskud. Busken er en lian, der vitterligt kan kvæle sin støtteplante. Af samme grund kan planten også krølle og vride nedløbsrør eller andre bygningsdele.

## Beskrivelse
Barken er først let furet og lysebrun, senere mørkebrun med lyse korkporer. Marven er hvid. Knopperne er spredte, brune og glatte. Bladene er ægformede med savtakket rand og lang spids. Over- og underside er glat og lysegrøn. Høstfarven er klart gul. 
Han- og hunblomsterne findes på forskellige planter. Begge slags sidder som små klaser i bladhjørnerne. De enkelte blomster er grønlige og ses ikke. Frugterne er gule med røde kerner. Frøene modner dårligt og spirer sjældent i Danmark.
Rodnettet består af lange, vandrette hovedrødder, der bærer masser af fine trævlerødder. 
Højde x bredde og årlig tilvækst: 12 × ? m (100 × ? cm/år). Målene kan anvendes ved udplantning.

## Hjemsted
Den amerikanske celaster findes som lian i de blandede løvskove på Allegheny-bjergene i det østlige USA.